# Avdo Međedović
Avdo Međedović, född 1875 i Bijelo Polje, Osmanska riket, död 1953, var en bosniakisk guslar - det vill säga en sångare eller framförare av muntlig poesi - från Sandžak i nuvarande Montenegro. Hans muntliga poesi studerades av Milman Parry och Albert Lord, och de har bland annat spelat in hans framförande av en dikt som reciterades under tre dagar och bestod av 12 323 rader.

## Međedović i Parry och Lords forskning
Mededovic studerades av Milman Parry och Albert Lord under deras studier i den muntliga episka traditionen i Bosnien, Hercegovina och Montenegro (i dåvarande Jugoslavien) under 1930-talet, och han fanns vara den mest talangfulla och ordrika av guslarerna. Parry bad Mededovic att framföra en epik i Iliadens tradition, med sina 15 690 rader, eftersom Parry ville klargöra huruvida en poet inom en oral tradition skulle kunna hålla sig till ett tema under ett så pass långt framförande. Framförandet dikterades under mer än tre dagar och krävde många koppar kaffe - och som en följd, många urineringspauser, och bestod av en version av det välkända temat "Smailagić Mehos bröllop" på 12 323 rader. Vid ett annat tillfälle sjöng han under flera dagar en epik på 13 331 rader, och han påstod att han hade flera av liknande längd i sin repertoar.
Bröllopet har senare publicerats av Lord jämte en engelsk översättning.